# Ligne rouge (Lagos)
 (mai 2025).
La mise en forme du texte ne suit pas les recommandations de Wikipédia : il faut le « wikifier ».
Les points d'amélioration suivants sont les cas les plus fréquents. Le détail des points à revoir est peut-être précisé sur la page de discussion.
- Les titres sont pré-formatés par le logiciel. Ils ne sont ni en capitales, ni en gras.
- Le texte ne doit pas être écrit en capitales (les noms de famille non plus), ni en gras, ni en italique, ni en « petit »…
- Le gras n'est utilisé que pour surligner le titre de l'article dans l'introduction, une seule fois.
- L'italique est rarement utilisé : mots en langue étrangère, titres d'œuvres, noms de bateaux, etc.
- Les citations ne sont pas en italique mais en corps de texte normal. Elles sont entourées par des guillemets français : « et ».
- Les listes à puces sont à éviter, des paragraphes rédigés étant largement préférés. Les tableaux sont à réserver à la présentation de données structurées (résultats, etc.).
- Les appels de note de bas de page (petits chiffres en exposant, introduits par l'outil «  Source ») sont à placer entre la fin de phrase et le point final[comme ça].
- Les liens internes (vers d'autres articles de Wikipédia) sont à choisir avec parcimonie. Créez des liens vers des articles approfondissant le sujet. Les termes génériques sans rapport avec le sujet sont à éviter, ainsi que les répétitions de liens vers un même terme.
- Les liens externes sont à placer uniquement dans une section « Liens externes », à la fin de l'article. Ces liens sont à choisir avec parcimonie suivant les règles définies. Si un lien sert de source à l'article, son insertion dans le texte est à faire par les notes de bas de page.
- La présentation des références doit suivre les conventions bibliographiques. Il est recommandé d'utiliser les modèles {{Ouvrage}}, {{Chapitre}}, {{Article}}, {{Lien web}} et/ou {{Bibliographie}}. Le mode d'édition visuel peut mettre en forme automatiquement les références.
- Insérer une infobox (cadre d'informations à droite) n'est pas obligatoire pour parachever la mise en page.

Pour une aide détaillée, merci de consulter Aide:Wikification.
Si vous pensez que ces points ont été résolus, vous pouvez retirer ce bandeau et améliorer la mise en forme d'un autre article.
 (mai 2025).
La ligne rouge est un service appartenant à Lagos Rail Mass Transit
La deuxième ligne, la Ligne Rouge, va de Marina à Agbos. La ligne partage le droit de passage avec le train standard Lagos–Kano. la construction de la Ligne Rouge a été divisée en deux phases. Une fois toutes les sections terminées, la ligne atteindra une longueur de 37 km.
En septembre 2023, le gouverneur Sanwo-Olu a assuré aux résidents que la première phase de la ligne était achevée à 95 % et serait terminée d'ici la fin de l'année. Une inauguration cérémonielle a eu lieu en février 2024, mais le service régulier de passagers d'Agbado à Oyingbo n'a commencé que le 15 octobre 2024. Cette première phase s'étend sur 27 km et comporte 8 stations. La construction de la deuxième phase, qui prolongera la ligne jusqu'à la station Marina, est actuellement en cours

## Histoire
La Ligne Rouge est un système ferroviaire de voyageurs à Lagos, au Nigeria, développé dans le cadre de l'initiative Lagos Rail Mass Transit gérée par l'Agence de transport de la région métropolitaine de Lagos (LAMATA) Initialement proposé en 2008, le système ferroviaire visait à améliorer l'efficacité du transport. Bien que la construction de la Ligne Rouge a commencé officiellement en 2021 coûts estimés à 135 millions de dollars,. En janvier 2022, LAMATA a acheté deux trains Talgo VIII pour le projet et Intercity 125 High-Speed Train (HSTs) du Royaume-Uni en 2023, obtenant 11 locomotives et 11 entraîneurs à travers le groupe ROMIC,. Ces trains ont été rénovés pour une utilisation dans le système ferroviaire de Lagos. En contribuant à son développement, la Ligne Rouge a été inaugurée le 29 février 2024 et la première phase a été ouverte au public le 15 octobre 2024. La route de 37 kilomètres va de Agbos à Oyingbo. Contrairement à la ligne bleue alimentée par l'électricité, la ligne rouge fonctionne avec des unités multiples diesel (DMU's) qui partagent des pistes avec le train de largeur standard Kanos. Le projet comprend également 10 ponts véhiculaires et traversées piétonnières pour faciliter le transit en toute sécurité. Conçue pour améliorer la mobilité à Lagos, la Ligne Rouge devrait contribuer à réduire les temps de déplacement et les encombrements routiers tout en facilitant le transport urbain.

## Plan de développement
L’État de Lagos finance la construction de la Ligne Rouge avec ses propres ressources. Les avantages proposés par la ligne rouge sont qu'elle permettra aux voyageurs de passer moins de temps à se déplacer dans la zone en évitant les embouteillages qui peuvent prendre plusieurs heures à traverser, tout en étant moins chère. Un trajet qui aurait pris deux heures dans les embouteillages peut désormais être effectué en 15 à 30 minutes. Les trains sont électrifiés et des mesures de sécurité ont été mises en place pour éviter tout acte de vandalisme.

### Les trains
La ligne rouge comporte deux trains. En janvier 2022, LAMATA a acquis deux trains Talgo VIII pour le projet et des trains à grande vitesse Intercity 125 (HST) du Royaume-Uni en 2023, obtenant 11 locomotives et 11 voitures via le groupe ROMIC. Ces trains ont été rénovés pour être utilisés dans le système ferroviaire de Lagos.

### Horaires
| Oyingbo          | Yaba  | Mushin | Oshodi | Ikeja | Agege | Iju   | Agbado |
| ---------------- | ----- | ------ | ------ | ----- | ----- | ----- | ------ |
| Service du matin |       |        |        |       |       |       |        |
| 6h00             | 6:08  | 6:14   | 6:20   | 6:29  | 6:36  | 6h45  | 6h50   |
| 7h30             | 7:38  | 7:44   | 7h50   | 7:59  | 8:06  | 8h15  | 8:20   |
| Service du soir  |       |        |        |       |       |       |        |
| 17:20            | 17:27 | 17h35  | 17:44  | 17h55 | 18h05 | 18:17 | 18:27  |

| Agbado | Iju  | Agege | Ikeja | Oshodi | Mushin | Yaba | Oyingbo |
| ------ | ---- | ----- | ----- | ------ | ------ | ---- | ------- |
| 6h30   | 6:37 | 6h45  | 6:53  | 7:01   | 7:08   | 7:13 | 7:20    |
| 7:10   | 7:17 | 7:25  | 7:33  | 7:41   | 7:48   | 7:53 | 8h00    |
| 8h40   | 8:47 | 8h55  | 9:03  | 9:11   | 9:18   | 9:23 | 9h30,   |

### Tarifs
| Zone        | Itinéraire       | Prix ( ₦) |
| ----------- | ---------------- | --------- |
| Zone 2      | Agbado-Iju-Agege | 500       |
| Zone 2      | Agege-Ikeja      | 500       |
| Zone 2      | Agege-Oshodi     | 1000      |
| Zone 2      | Agege-Mushin     | 1000      |
| Zone 2      | Agege-Yaba       | 1000      |
| Zone 2      | Agege-Oyingbo    | 1000      |
| Zone 1      | Ikeja-Oshodi     | 500       |
| Zone 1      | Oshodi-Mushin    | 500       |
| Zone 1      | Mushin-Yaba      | 500       |
| Zone 1      | Yaba-Oyingbo     | 500       |
| Zone 1 et 2 | Agbado-Oyingbo   | 1500      |

### Phase I
La phase de 27 kilomètres de long a coûté environ 135 millions de dollars et a pris environ 3 ans à construire. L'inauguration a eu lieu en février 2024 et les services de test ont eu lieu du 28 août au 27 septembre pour s'assurer que tout fonctionnait correctement,. Les services commerciaux de la phase 1 ont été ouverts le jour de l'ouverture, le 15 octobre 2024, avec la ligne s'étendant d'Oyingbo à Agbado avec des stations telles que Iju, Agege, Ikeja, l'aéroport national MMIA, Oshodi, Mushin et Yaba,.

### Phase II
La phase 2 est actuellement en construction et s'étend sur 10 kilomètres avec la ligne allant d'Oyingbo à Marina pour échanger avec la ligne bleue. Les stations comprennent : Ebute Metta, Iddo et Ebute Ero Cependant, des projets visant à déplacer le terminal de Marina vers le théâtre ont été suggérés.